# Ачисон (Канзас)
Ачисон (енгл. Atchison) град је у америчкој савезној држави Канзас.

## Демографија
По попису из 2010. године број становника је 11.021, што је 789 (7,7%) становника више него 2000. године.
| Група             | 2000.         | 2010.         |
| Белци             | 8.907 (87,1%) | 9.503 (86,2%) |
| Афроамериканци    | 798 (7,8%)    | 789 (7,2%)    |
| Азијати           | 42 (0,4%)     | 54 (0,5%)     |
| Хиспаноамериканци | 264 (2,6%)    | 302 (2,7%)    |
| Укупно            | 10.232        | 11.021        |